# Santa Engràcia (poble de Tremp)
El poble de Santa Engràcia és un dels pobles de l'antic terme de Gurp de la Conca, actualment del terme municipal de Tremp. Tanmateix, en la proposta derivada de l'informe popularment denominat Informe Roca, la part de l'antic terme de Gurp de la Conca que comprèn els pobles de Gurp i Santa Engràcia havia de passar de Tremp a Talarn, amb la qual cosa l'Acadèmia General Bàsica de Suboficials deixaria de ser migpartida entre dos municipis diferents. Així doncs, Gurp hauria passat a formar part del terme municipal de Talarn, mentre que Sant Adrià i Tendrui s'haurien mantingut en el de Tremp.
És a més de 1.000 metres d'altitud, dalt de tot d'un espadat que aïlla el poble pels costats de ponent i nord-oriental. Al cim, al lloc conegut com les “Petjades del Diable” (unes marques a la mateixa roca) hi ha les restes d'una antiga torre. L'església parroquial és dedicada a Santa Engràcia, però hi havia hagut també la capella de Sant Sebastià, de la qual queden restes. En l'actualitat és el més poblat de l'antic terme al qual pertanyia, i l'únic que disposa de servei de transport escolar, que duu els nois i noies del poble a l'escola o a l'institut de Tremp.
A part del petit nucli de població de Santa Engràcia, hi ha algunes masies en el seu entorn, com ara lo Serrat. També hi ha paratges com La Colomina.

## Etimologia

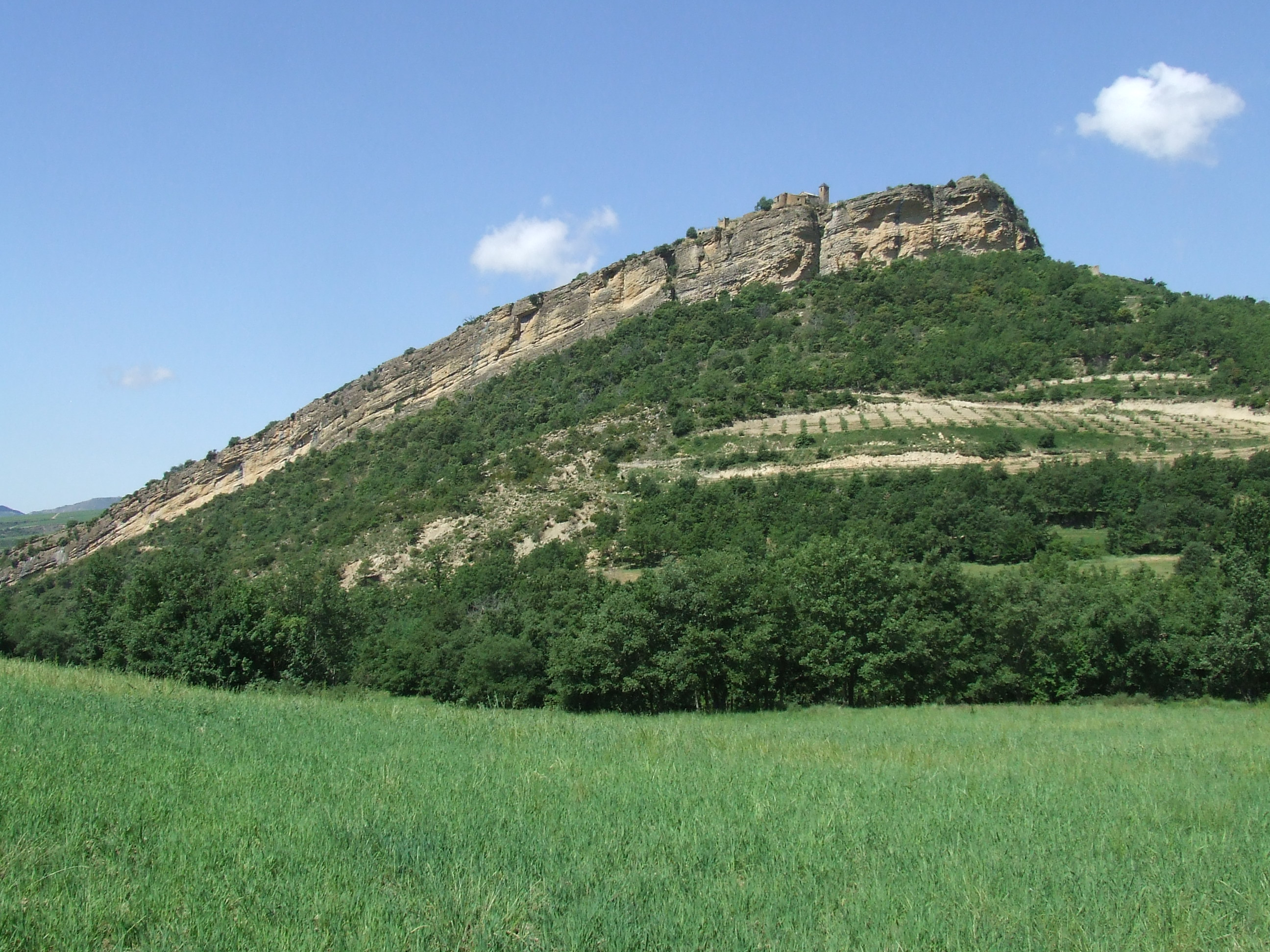
L'impressionant penya-segat sota el poble de Santa Engràcia

El topònim “Santa Engràcia” procedeix de la patrona de la parròquia del poble. La manca de necessitat de diferenciar aquest poble d'altres de l'entorn ha fet innecessària, al llarg de la història, d'una segona part del topònim: de ....
Tal com explica Joan Coromines, Engratia és el mot llatí que dona pas al català “Engràcia”. És un antropònim que significa “verge, en la gràcia de Déu”.

## Història
El poble de Santa Engràcia té l'origen en el Castell de Santa Engràcia, del qual en queden molt poques restes, al capdamunt de la població.
En el fogatjament del 1553, Santa Engràcia apareix amb 7 focs (uns 35 habitants), mentre que el 1718 s'hi citen 75 persones. A la visita de Pascual Madoz, a mitjan segle xix, són 23 cases, les que esmenta: 16 dalt el poble, i 7 més formant un raval a la pujada que hi mena. El 1981 hi consten només 9 habitants, i en l'actualitat són 24, cosa que suposa una certa recuperació.
El lloc formà part de la jurisdicció directa del Marquès de Pallars. Més tard formà part de Gurp de la Conca i posteriorment agregat el 1970 al terme municipal de Tremp. Els altres pobles de l'antic terme del s.XIX eren Gurp, Sant Adrià de Tendrui i Tendrui. Entre 1812, a ran de la promulgació de la Constitució de Cadis, i el febrer del 1847 tingué ajuntament propi, però no el pogué mantenir en no tenir 30 veïns (caps de família), i fou agregat a Gurp.